# 22860 Francylemp
22860 Francylemp este un asteroid din centura principală de asteroizi.

## Descriere
22860 Francylemp este un asteroid din centura principală de asteroizi. A fost descoperit pe 9 septembrie 1999 la Socorro, New Mexico, în cadrul proiectului LINEAR. Asteroidul prezintă o orbită caracterizată de o semiaxă mare de 2,40 ua, o excentricitate de 0,20 și o înclinație de 0,5° în raport cu ecliptica.